# Андра (посёлок)
Андра — посёлок городского типа в Октябрьском районе Ханты-Мансийского автономного округа России.
Расстояние до ближайшей железнодорожной станции 20 км.
Статус посёлка городского типа — с 1984 года.
Внешнее автомобильное сообщение осуществляется зимником в Надым и ледовой переправой через Обь в Приобье.

## Население
| 2002  | 2009  | 2010  | 2012  | 2013  | 2014  | 2015  |
| ----- | ----- | ----- | ----- | ----- | ----- | ----- |
| 1974  | ↘1855 | ↘1830 | ↘1765 | ↘1674 | ↘1601 | ↘1557 |
| 2016  | 2017  | 2018  | 2019  | 2020  | 2021  |       |
| ↘1519 | ↗1529 | ↘1477 | ↘1463 | ↗1479 | ↗2015 |       |